# قلعه بلا پچ

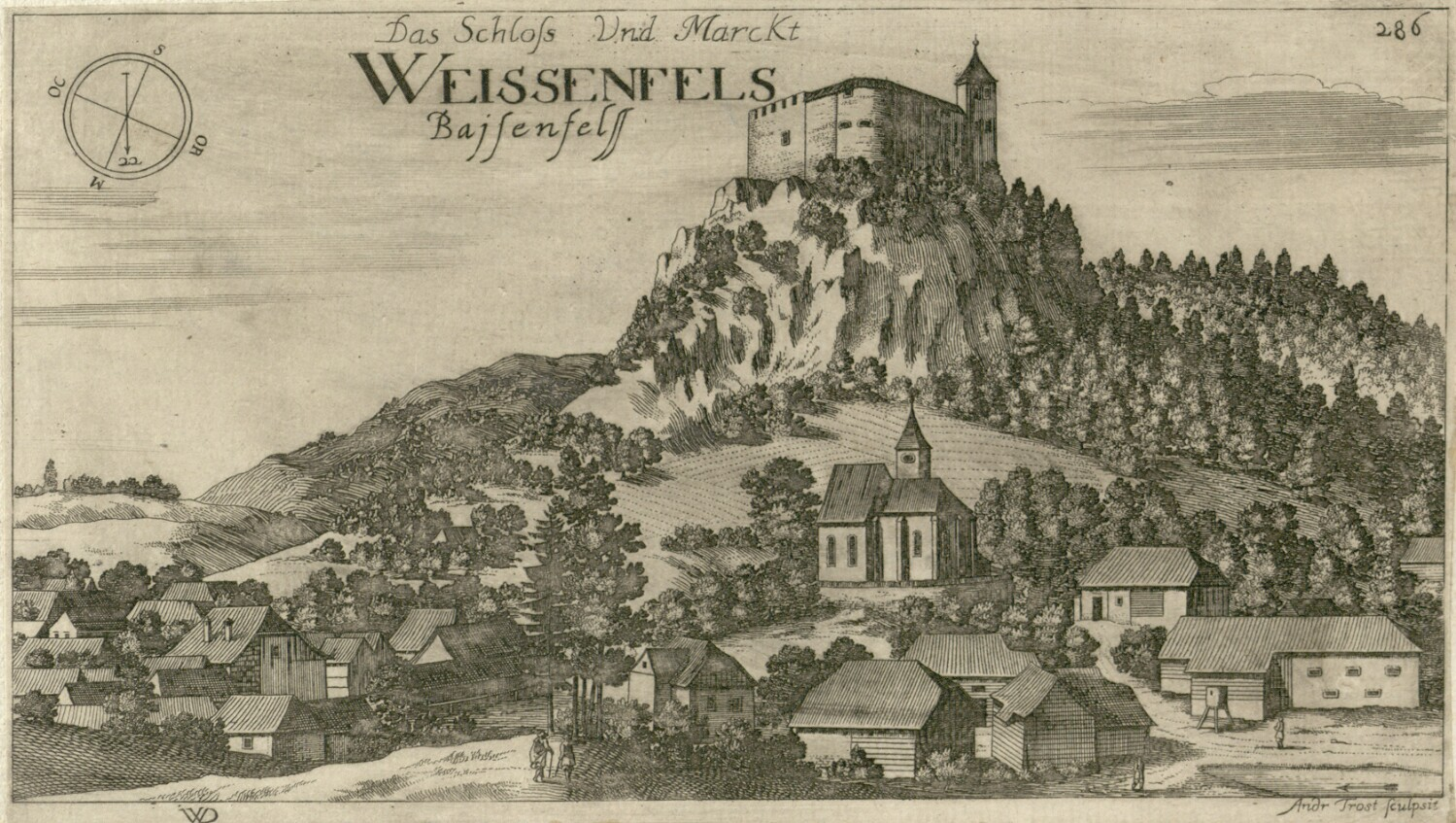
قلعه بلا پچ در سال ۱۶۷۹

قلعه بلا پچ (به ایتالیایی: Bela Peč) به معنای قلعه سفید سنگ، قلعه مخروبه‌ای است شمال غربی اسلوونی. مخروبه‌های این قلعه که بیشتر آن در سمت ایتالیایی مرز قرار دارد، دقیقاً در محل تلاقی مرزهای اسلوونی، اتریش، و ایتالیا واقع شده است. این قلعه به فرمان فردریک دوم تسلیه در سال ۱۴۳۱ بنا شد. منطقه اطراف این قلعه از سال ۱۴۱۸ در اختیار او بود که آن را از کنت‌های ارتنبرگ به ارث برده بود. این قلعه از سال ۱۴۵۶ به دودمان هابسبورگ رسید. این قلعه در قرن ۱۸ متروک شد و رو به خرابی گذاشت. باقی‌مانده‌های آن نشان از شکوه گذشته آن دارند.